# Galactia multiflora
Galactia multiflora är en ärtväxtart som beskrevs av Robinson. Galactia multiflora ingår i släktet Galactia och familjen ärtväxter. Inga underarter finns listade i Catalogue of Life.